# Polička (potok)
Polička je malý vodní tok v okrese Bruntál, v Moravskoslezském kraji. Patří do povodí řeky Moravice a tím i do širšího povodí Odry. Je pravostranným přítokem Moravice a jeho délka činí přibližně 7,26 km. Protéká katastrálním územím obcí Ryžoviště, Vajglov a Břidličná. 
Protéká územím na rozhraní geomorfologických celků Nízký Jeseník a Hrubý Jeseník, konkrétně oblastmi Bruntálské vrchoviny a Rýmařovska. Z hlediska geologického podloží je celé jeho povodí tvořeno především jílovými břidlicemi, což ovlivňuje jak chemické složení vody, tak charakter půdního prostředí v blízkosti toku.

## Průběh toku
Potok pramení východně od vrcholu Výšina (v oblasti Nízkého Jeseníku), který obtéká a následně protéká intravilánem obce Ryžoviště. Tok se zde stáčí směrem k severu, kde vstupuje do katastrálního území města Břidličná, konkrétně jeho místní části Vajglov. Touto částí protéká převážně v extravilánu. V závěrečné části toku vtéká do zastavěného území Břidličné, kde je překonán několika přemostěními. Zhruba po 600 metrech se pravostranně vlévá do řeky Moravice na říčním kilometru 77,62.
Polička je evidována pod hydrologickými čísly pořadí 2-02-02-0220-0-00 a 2-02-02-0240-0-00. Správu toku vykonává státní podnik Povodí Odry.

### Přítoky
Potok Polička má celkem pět přítoků, z nichž mezi hlavní patří tři levostranné: Bezejmenný přítok (nejdelší), Albrechtický potok a Luční potok.

## Monitoring kvality vody
Potok Polička je sledován v rámci studentského výzkumného projektu Znečištění-vod.cz od roku 2021, kdy byla zahájena systematická pravidelná měření fyzikálně-chemických parametrů stavu kvality vody. Nicméně, první odběry vzorků a testování kvality vody v této oblasti proběhly již v roce 2016, což umožnilo zhodnotit dlouhodobé trendy a sezónní výkyvy.

### Měření
V rámci výzkumu prováděného projektem se měří prvky jako elektrická vodivost (konduktivita) vody, teplota vody, pH, koncentrace dusičnanů (NO₃⁻), dusitanů (NO₂⁻), amoniaku (NH₄⁺) a fosforečnanů  (PO₄³⁻). 
Dále je také zkoumán bentos a živočichové v toku.